# Oenas melanura
Oenas melanura là một loài bọ cánh cứng trong họ Meloidae. Loài này được Erichson miêu tả khoa học năm 1843.